# Тебуроро Тіто
Тебуроро Тіто (англ. Teburoro Tito; нар. 25 серпня 1953) — президент держави Кірибаті в 1994—2003 роках.

## Життєпис
Народився 25 серпня 1953 року на острові Табітеуеа на Островах Гілберта. Вищу освіту здобув у Новій Зеландії. 
Перемагав на президентських виборах у 1994, 1998, 2003 років. Але у березні 2003 року був усунений від влади в результаті імпічменту через корупційний скандал.
Від вересня 2017 до січня 2018 року був постійним представником Кірибаті при ООН. Після цього, 24 січня 2018 року став послом своєї держави у США.